# XXXVI век до н. э.
XXXVI (три́дцать шесто́й) век до на́шей э́ры по пролептическому юлианскому календарю — век с 1 января 3600 года до н. э. по 31 декабря 3501 года до н. э. Это 5-й век 4-го тысячелетия до н. э. Ему предшествовал XXXVII век до н. э., за ним следовал XXXV век до н. э. Закончился 5525 лет назад.

## События

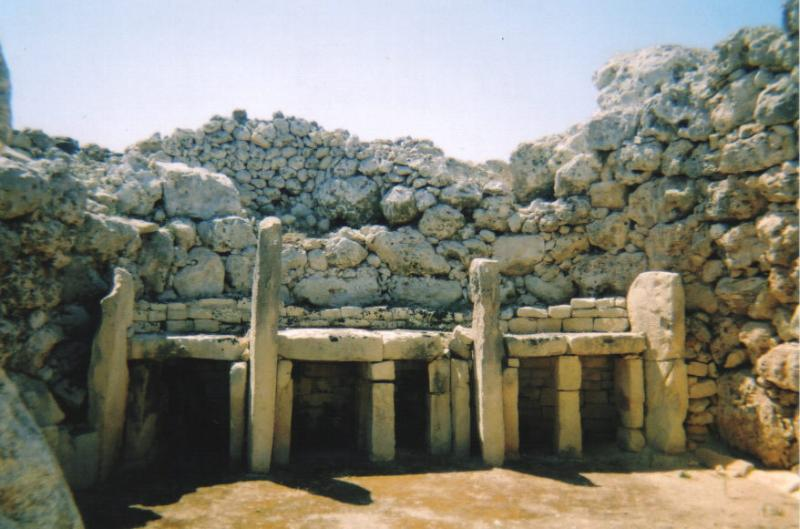
Храмовый комплекс Джгантии

- Предполагаемый период постройки Джгантии, мегалитического храмового комплекса эпохи неолита на острове Гоцо (Мальта).
- Мнайдра — мегалитический храмовый комплекс, обнаруженный на южном побережье острова Мальта в Средиземном море.
- Колумбия — первые наскальные рисунки[исп.] в Чирибикете.

## Изобретения и открытия
- Первое известное использование олова (в изделиях из бронзы)
- В Египте в Нехене (религиозный и политический центр конца додинастической эпохи Верхнего Египта) были найдены свидетельства мумификации, проводившейся примерно в это время[1]